# Куглање
Куглање је циљна спортска и рекреативна активност у којој играч котрља лопту ка иглама (у куглању иглом) или некој другој мети (у циљаном куглању). Термин куглање се обично односи на куглање иглом (најчешће куглање са десет иглица), мада би у земљама Велике Британије и Комонвелта куглање такође могло да се односи на циљано куглање, као што су чиније за травњак.
У куглању иглом, циљ је да се оборе игле на дугачкој површини познатој као трака. Траке имају дрвену или синтетичку површину на коју се примењује заштитно уље за подмазивање у различитим наведеним шарама уља које утичу на кретање лоптице. Штрајк се постиже када се све игле оборе на прву ролну, а резервна се остварује ако се све игле обарају на другој ролни. Уобичајене врсте куглања са иглама укључују 10 иглица, свећу, пачију шналу, 9 иглица и пет иглица. Историјска игра је претеча модерног куглања игла.
У циљаном куглању, циљ је обично да се лопта приближи обележју. Површина у циљаном куглању може бити трава, шљунак или синтетика. Чиније за травњак, боче, чиније за тепихе, петанк и боћање могу имати и сорте у затвореном и на отвореном. Карлинг је такође повезано са куглањем.